# Pallacanestro all'XI Universiade
Il torneo di pallacanestro della XI Universiade si è svolto a Bucarest, Romania, nel 1981.

## Podi

### Donne
| Evento                             | Oro | Argento | Bronzo  |
| Pallacanestro femminile (dettagli) | Unione Sovietica Olesja Barel' Ol'ga Baryševa Elena Čausova Ol'ga Erofeeva Marianna Feodorova Galina Kudrevatova Vera Mitrofanova Ljubov' Neupokoeva Ljudmyla Rogožyna Anait Sarkisjan Halina Savičkaja Ol'ga Sucharnova All.: Lidija Alekseeva | Stati Uniti Denise Curry Anne Donovan Sheila Foster Corinne Gulas Lea Henry Trudi Lacey Carol Menken Mary Ostrowski LaTaunya Pollard Valerie Still Lisa VanGoor Valerie Walker All.: Kay Yow | Romania |

## Medagliere
| Posizione | Paese            |   |   |   | Totale |
| --------- | ---------------- | - | - | - | ------ |
| 1         | Stati Uniti      | 1 | 1 | 0 | 2      |
| 1         | Unione Sovietica | 1 | 1 | 0 | 2      |
| 3         | Jugoslavia       | 0 | 0 | 1 | 1      |
| 3         | Romania          | 0 | 0 | 1 | 1      |
| Totale    | Totale           | 2 | 2 | 2 | 6      |